# کلی بچرر
کلی بچرر (به انگلیسی: Kelley Becherer) (زادهٔ ۳ ژوئیهٔ ۱۹۹۰) شناگر اهل ایالات متحده آمریکا است.